# El Castillo (Torre de Pardines y Casa Pairal de los Condes de Olocau)
El Castillo (Torre Pardines y Casa Solariega de los Condes de Olocau), llamado también Casa del Conde de Olocau, se encuentra sito en la calle San José del mentado municipio de Olocau, en la comarca del Campo de Turia, de la provincia de Valencia. Está declarado Bien de interés cultural de la provincia de Valencia, con número de anotación: R-I-51-0010646, y fecha 6 de junio de 2001.

## Historia
Como ocurre como el Castillo del Real, esta propiedad  pertenecía a principios del siglo XIV  a Joan Escorna. El Señorío pasó posteriormente a la familia Vilaragut, pasando así, como dote por su matrimonio de Violante Vilaragut al  noble Luis Boil. En el año 1649 el condado pasa a los Fenollet, por matrimonio de doña Margarita de Vilaragut y Sanz, hija del Conde de Olocau, con Diego de Fenollet y Albiñana, que en el siglo XVIII reedifican la actual casa sobre la primitiva (en 1787 el palacio se deterioró a causa de los terremotos de principios de siglo y la torre quedó medio hundida. En 1796,  se mandó construir un nuevo edificio separado de la torre, según queda registrado en una lápida situada en la portalada. El edificio fue reformado en 1805 por el maestro de obras de Liria, Miquel Vergara),  que tras años de labor se convirtió en el grupo de edificios que actualmente tiene. Al perderse la línea directa de consanguinidad en 1871 pasa a Doña Mª del Carmen Crespí de Valldaura y Caro, hija del Conde de Orgaz y Sumacarcer, vecina de Palma de Mallorca, consorte de D. José de Zaforteza y Togores, Dameto y Denti, quienes fijaron su residencias en Palma de Mallorca, dejando de visitar Olocau.
La casa pasó a ser ocupada por D. Roque Romero Puig, último apoderado de las tierras que les quedaba a los Condes, junto con su familia continuando luego sus descendientes. En 1902 la casa y las tierras del dominio directo del Condado pasaron a Marià Zarforteza i Crespí de Valldaura y su esposa, Ángela Lund. En 1918 los sobrinos de éstos, Mateu, Josep y Dídac Zaforteza i Mussoles, residentes en Palma, se convirtieron en propietarios hasta que, en 1959, la vendieron a los hijos y descendientes del último apoderado, Lluís Romero i Bernad.
En el año 1999 este edificio fue adquirido por el Ayuntamiento de Olocau y desde entonces, y con ayuda de la Diputación de Valencia, se han realizado diferentes fases de rehabilitación.

## Descripción
El conjunto consta de un edificio central, la casa señorial; el resto son la bodega, lagar, almazara y una torre árabe con posteriores restauraciones medievales.
La torre, llamada Pardines (por la antigua alquería árabe, de la cual formaba parte),  es la primera construcción que se levantó en el emplazamiento y que aún sigue en pie. Si tomamos como referencia la forma y  la disposición de sus elementos se puede deducir que tenía carácter defensivo y de vigilancia. Respecto a la fecha de su construcción, autores como Pavón Maldonado,  la datan del siglo XIII y perteneciente a una fortaleza, sobre la base de la observación de los restos que la circundan. Según este autor, sobre la base de documentación de la época del rey Jaime I de Aragón esta torre, en el año 1250 formaría parte de una villa. También se basa el autor en las técnicas de construcción empleadas, el tapial. La torre es de planta prismática rectangular, construida mayoritariamente siguiendo la técnica romana del opus incertum. La parte superior, en cambio,  presenta características que hacen pensar en una fecha de construcción posterior. Interiormente consiste en una dependencia rectangular en el centro de la torre, rodeada por muros de unos dos metros y medios de ancho, lo que la aísla del resto de la torre, pese a presentar un orificio de entrada a otra dependencia más pequeña. Las dos dependencias tienen bóveda de medio punto. Dado su estado de conservación, poca cosa se puede aseverar con seguridad total respecto a las alturas que poseía y la distribución de las mismas. 
Hay que tener en cuenta que el aspecto actual no tiene que ver con el que debía presentar en los siglos XIII o XIV e incluso del que tuvo tras la reedificación del XVIII. Se pueden distinguir restos de lo que fue almazara para la producción de aceite, un espacio para pisar la uva, bodegas, e incluso el lugar para criar gusanos de seda por el sistema de bandejas.